# Manoir des Rosiers
Le manoir des Rosiers est une demeure du XVIe siècle qui se dresse sur le territoire de la commune française de Réveillon, dans le département de l'Orne, en région Normandie.

## Localisation
Le manoir est situé au lieu-dit Les Rosiers sur la commune de Réveillon, dans le département français de l'Orne.

## Historique
L'édifice actuel date de la première moitié du XVIe siècle. 

## Description
Le manoir du XVIe siècle est flanqué d'une tour octogonale à usage d'escalier.

## Protection
Le manoir, avec l'ensemble de son décor intérieur sont inscrits au titre des monuments historiques par arrêté du 31 mars 1992.